# Piotr Zychowicz

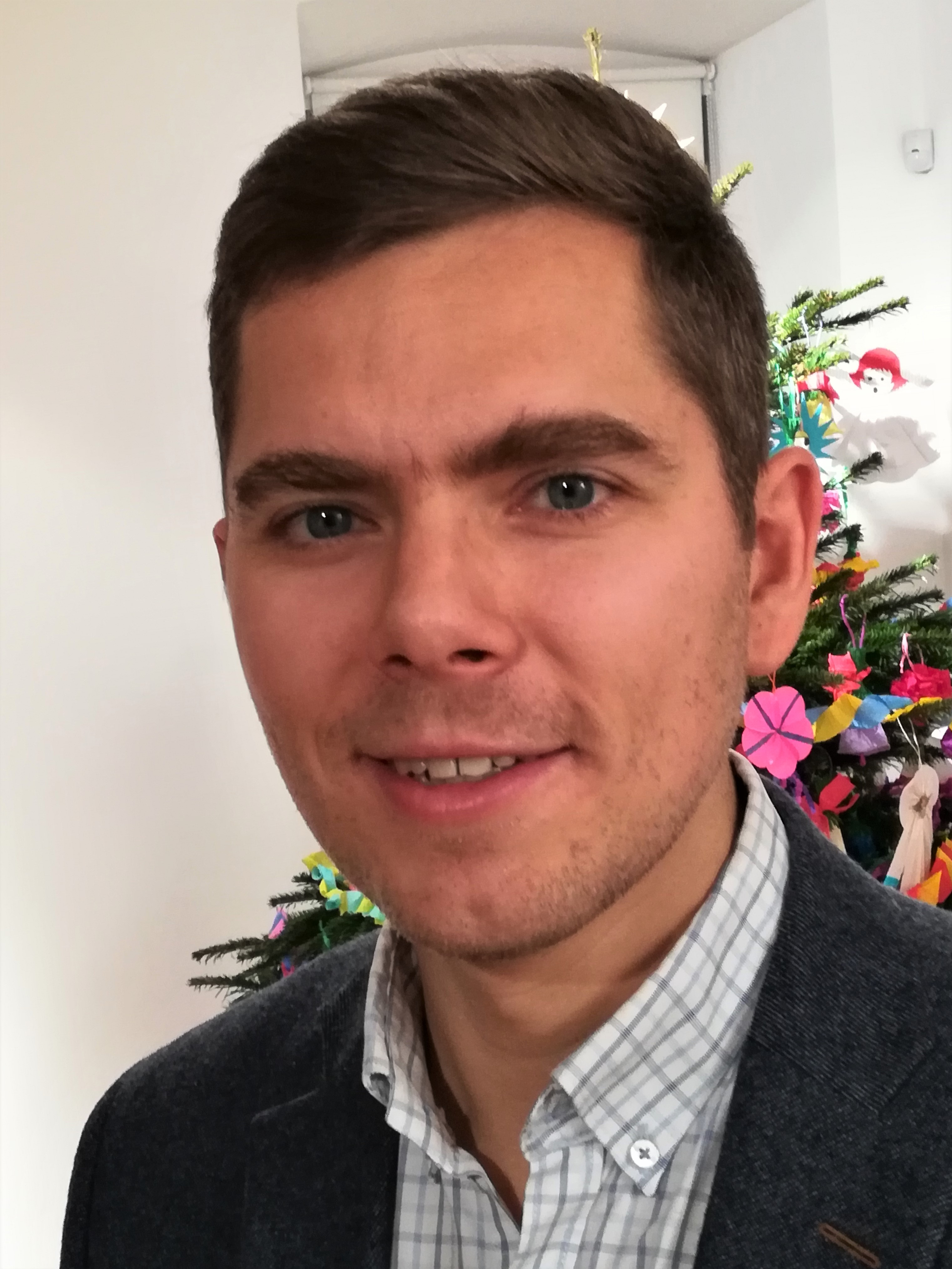
Piotr Zychowicz (2018)

Piotr Zychowicz (* 27. April 1980 in Warschau) ist ein polnischer Journalist, Publizist und Historiker.

## Leben
Zychowicz studierte Geschichte an der Warschauer Universität. Sein Studienschwerpunkt lag auf der Zwischenkriegszeit und der Zeit des Zweiten Weltkriegs. Seine Magisterarbeit schrieb er 2005 über Władysław Studnicki. Seit 2000 publizierte er in der Tageszeitung Rzeczpospolita und seit  2011 im Monatsmagazin Uważam Rze. Ab 2013 ist er mit dem Monatsmagazin Do Rzeczy verbunden, dessen stellvertretender Chefredakteur er bis 2022 war. Zudem ist er Chefredakteur des Monatsmagazins Historie Do Rzeczy. Er hatte eine eigene Geschichtssendung beim Sender Telewizja Republika und besitzt einen eigenen YouTube-Kanal mit 700.000 Abonnenten (Stand Juli 2025).
Zychowicz gilt als konservativer Publizist und kontroverser Historiker. Er kritisiert die polnische Politik am Vorabend des Zweiten Weltkriegs und ist der Ansicht, dass 1939 ein Ausgleich mit Nazideutschland möglich gewesen wäre. Zudem ist er der Ansicht, dass der Warschauer Aufstand ein Fehler war und kritisiert sowohl die Heimatarmee wie die Verstoßenen Soldaten. Den Westalliierten wirft er Kriegsverbrechen gegen die deutsche und japanische Zivilbevölkerung sowie den Verrat an Polen vor. Zusammen mit Jacek Bartosiak veröffentlicht er auch kritische Stellungnahmen zum Ukrainekrieg, dem Konflikt zwischen Israel und den Palästinensern sowie zu einem möglichen Dritten Weltkrieg, wobei er davon ausgeht, dass der Westen im Fall eines neuen Weltkriegs Polen im Stich lassen würde.
Zychowicz ist mit der Journalistin Anna Herbich verheiratet.

## Bücher (Auswahl)
(Quellen: )
- Pakt Ribbentrop-Beck czyli jak Polacy mogli u boku Trzeciej Rzeszy pokonać Związek Sowiecki, Posen: Dom Wydawniczy Rebis 2012. ISBN 978-83-7818-091-3.
- Obłęd '44 czyli jak Polacy zrobili prezent Stalinowi, wywołując Powstanie Warszawskie, Posen: Dom Wydawniczy Rebis 2013. ISBN 978-83-7818-198-9.
- Opcja niemiecka. Czyli jak polscy antykomuniści próbowali porozumieć się z Trzecią Rzeszą, Posen: Dom Wydawniczy Rebis 2014. ISBN 978-83-7818-316-7.
- Pakt Piłsudski-Lenin czyli jak Polacy uratowali bolszewizm i zmarnowali szansę na budowę imperium, Posen: Dom Wydawniczy Rebis 2015. ISBN 978-83-7818-919-0.
- Skazy na pancerzach. Czarne karty epopei Żołnierzy Wyklętych., Posen: Dom Wydawniczy Rebis 2018. ISBN 978-83-8062-289-0.
- Wołyń zdradzony czyli jak dowództwo AK porzuciło Polaków na pastwę UPA, Posen: Dom Wydawniczy Rebis 2019. ISBN 978-83-8062-564-8.
- Germanofil. Władysław Studnicki. Polak, który chciał sojuszu z III Rzeszą, Posen: Dom Wydawniczy Rebis 2020. ISBN 978-83-8188-103-6.
- Nadchodzi III wojna światowa. Czy Ameryka porzuci Polskę na pastwę Rosji?, Posen: Dom Wydawniczy Rebis 2021. (Co-Autor Jacek Bartosiak). ISBN 978-83-818-8354-2.
- Wojna o Ukrainę. Wojna o świat, Posen: Dom Wydawniczy Rebis 2023. (Co-Autor Jacek Bartosiak) ISBN 978-83-8338-104-6.